# Városháza (Kiskunfélegyháza)
A kiskunfélegyházi városháza városi közigazgatási épület, amelyet 1909 és 1911 között építettek szecessziós stílusban Vas József és Morbitzer Nándor tervei alapján, a régi városháza helyére.

## Története
Az építés kérdése először 1902-ben vetődött fel, mivel a városi közigazgatás nem fért el az épületben, a 200 fős képviselőtestület például nem tudott leülni a díszteremben. Az építésre 1903 decemberében tervpályázatot írtak ki, amelyen tizenkét építész vett részt. A pályaműveket Lechner Ödön és Pecz Samu bírálták el, de egyiket sem ítélték kivitelezhetőnek. A város ezért másodszorra is tervpályázatot írt ki, amely ismét sikertelen volt, de a város kiválasztotta Vas József tervét, s megkérték az építészt a részletes tervek kidolgozására. Vas a terveket többször átdolgozta, mire a város végleges döntése az építkezés elrendeléséről 1908 novemberében megtörtént. 1909-ben nyilvános pályázat útján Merbl Arnold temesvári vállalkozó kapta a megbízást a kivitelre. Merbl helyi alvállalkozókkal szerződve 1911-re fejezte be az építkezést.
1910 januárjában Vas József hirtelen elhunyt. Az építkezést rokona és vállalkozótársa, Morbitzer Nándor vette át, aki módosított a terveken. Új tornyot tervezett, s az épület ornamentikáján, a közgyűlési terem díszein is változtatott. Az avatóünnepséget 1911. október 16-án tartották meg.

## Leírása
A délkeleti sarkán toronnyal ellátott, kétemeletes, reprezentatív épület attikáját és oromzatait Zsolnay kerámia díszíti. A Szent János térre néző oromzaton látható a város címere is. Az épület dísztermét és a díszterembe felvezető lépcsőt stukkóból készült, gazdag növényi ornamentika díszíti.
A földszinten, a bejárati csarnokban két fekete márvány emléktábla látható, amelyek a város nevezetes dátumait tartalmazzák, illetve a végrendeletével a városra jelentős összeget hagyományozó özv. Kalmár Józsefnének állít emléket. Ez utóbbit a kommunista diktatúra alatt a falba befordították, az 1990-es évek elején állították ünnepélyesen helyre.
A díszteremben látható Kossuth Lajos és Holló Lajos nagyméretű állóalakos portréja.

## Napjainkban
Az épületben a mai napig a Kiskunfélegyházi Polgármesteri Hivatal működik. Kiskunfélegyháza Város Önkormányzata testületének üléseit a díszteremben tartják, ahol házasságkötések is történnek.

## Galéria

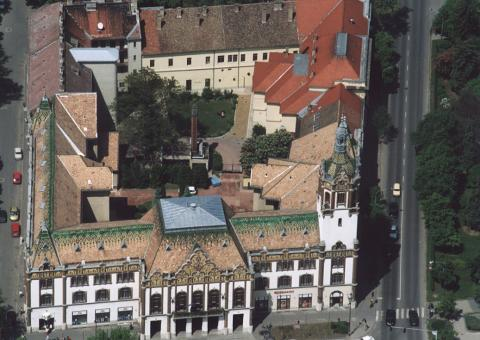
A városháza légi felvételen
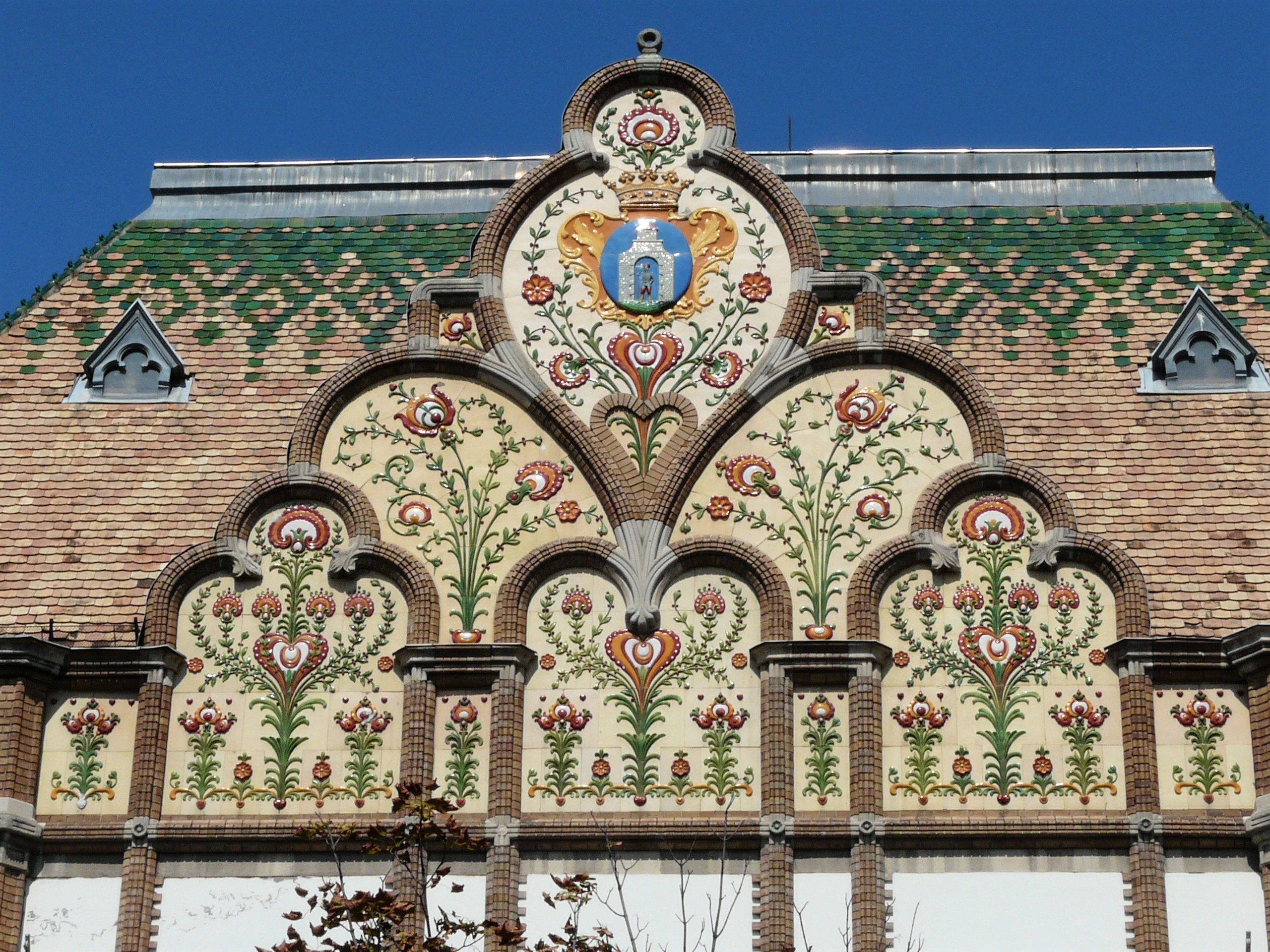
Az épület oromzata, részlet
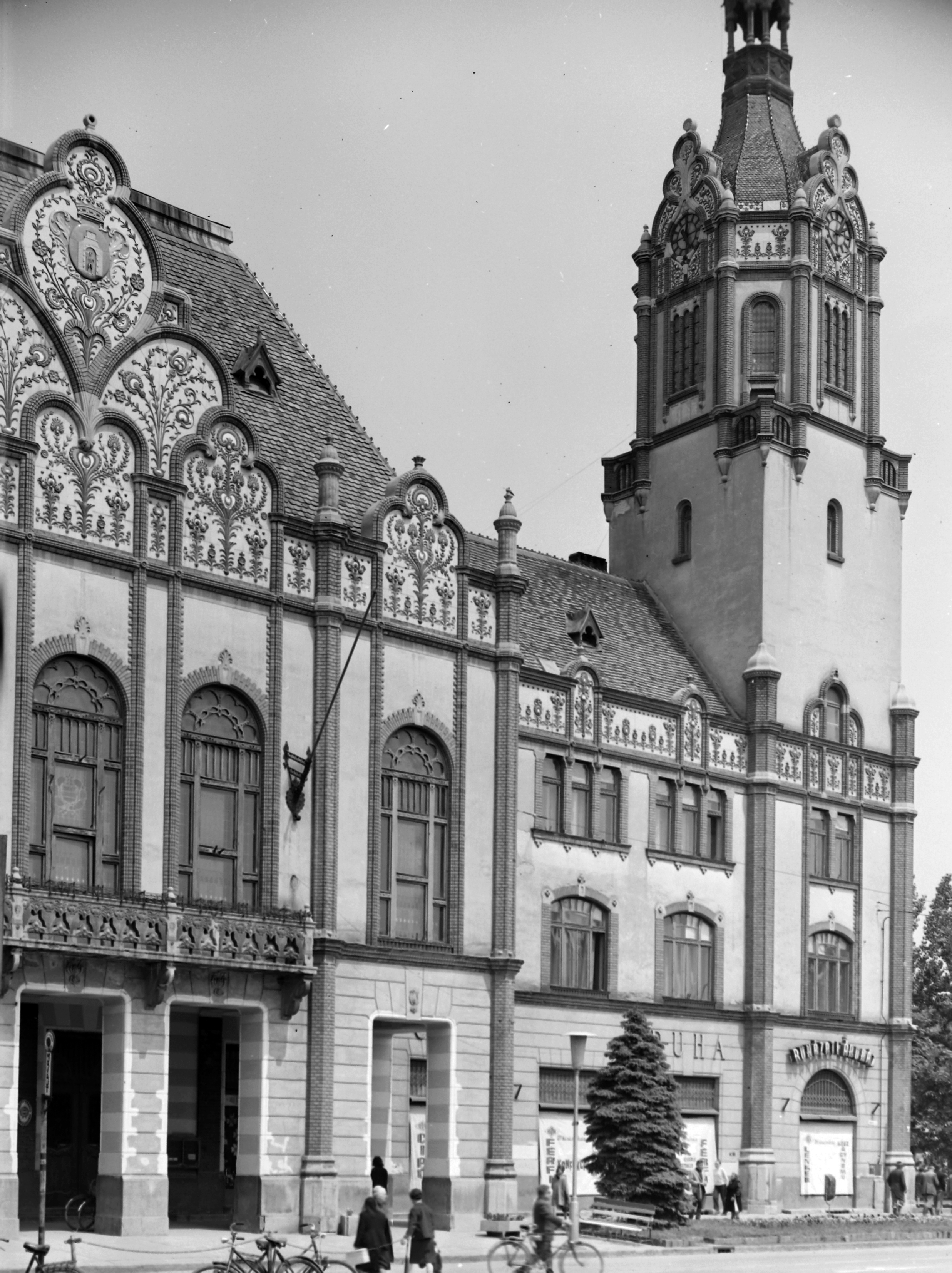
A Városháza 1970-ben
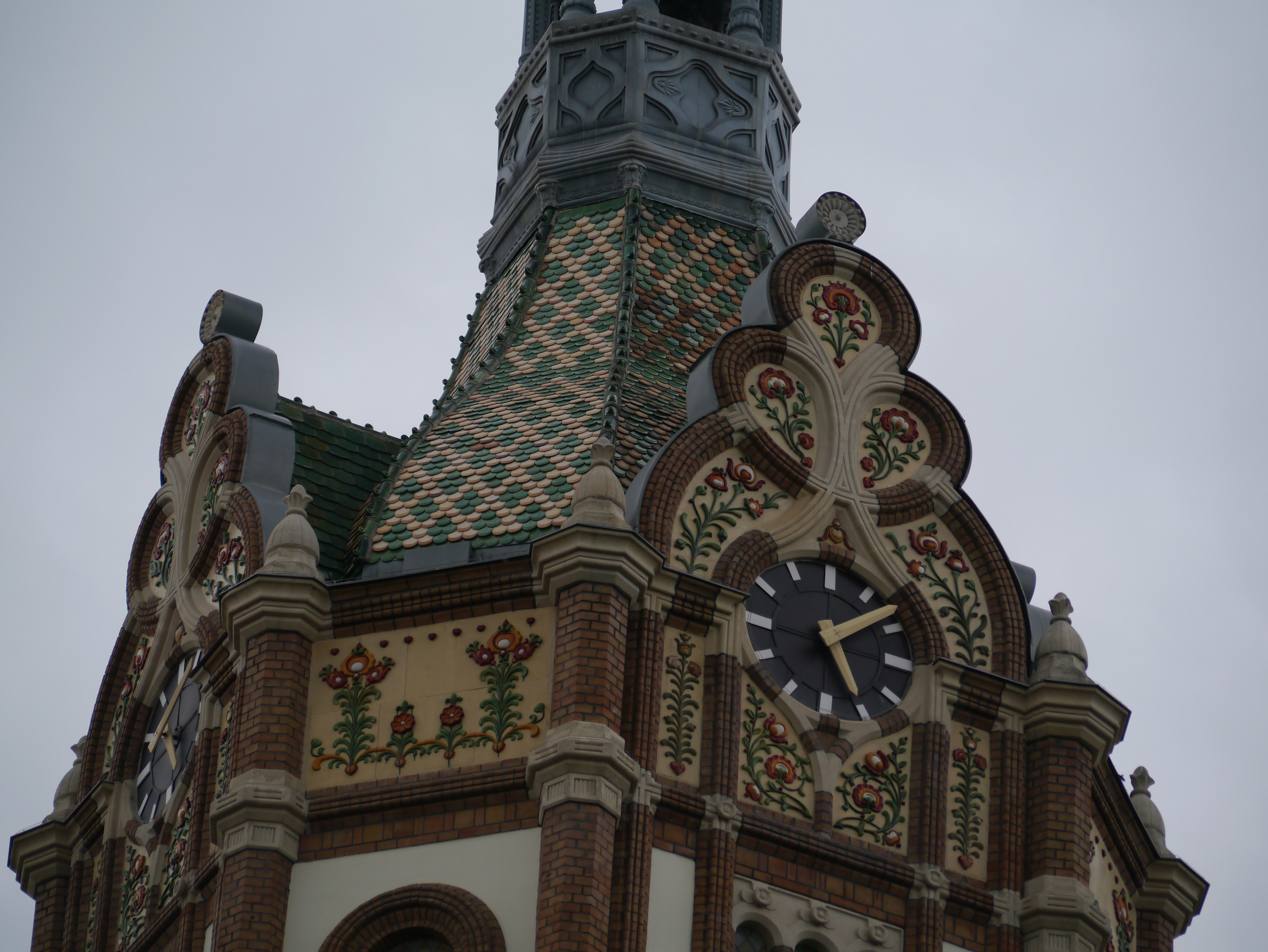
Toronyóra
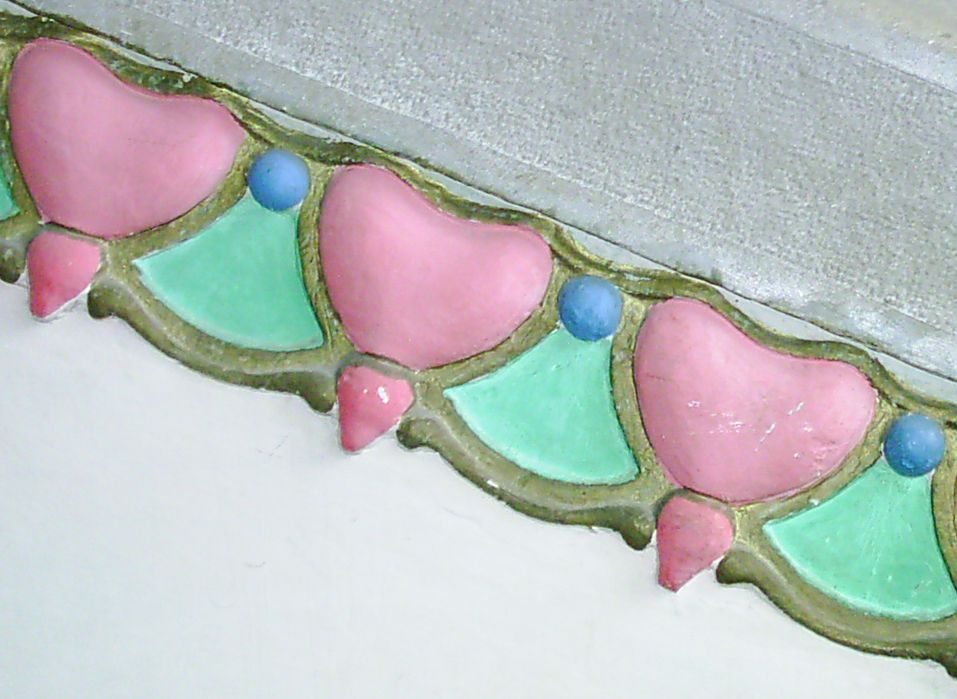
Városháza lépcsőházának dísze
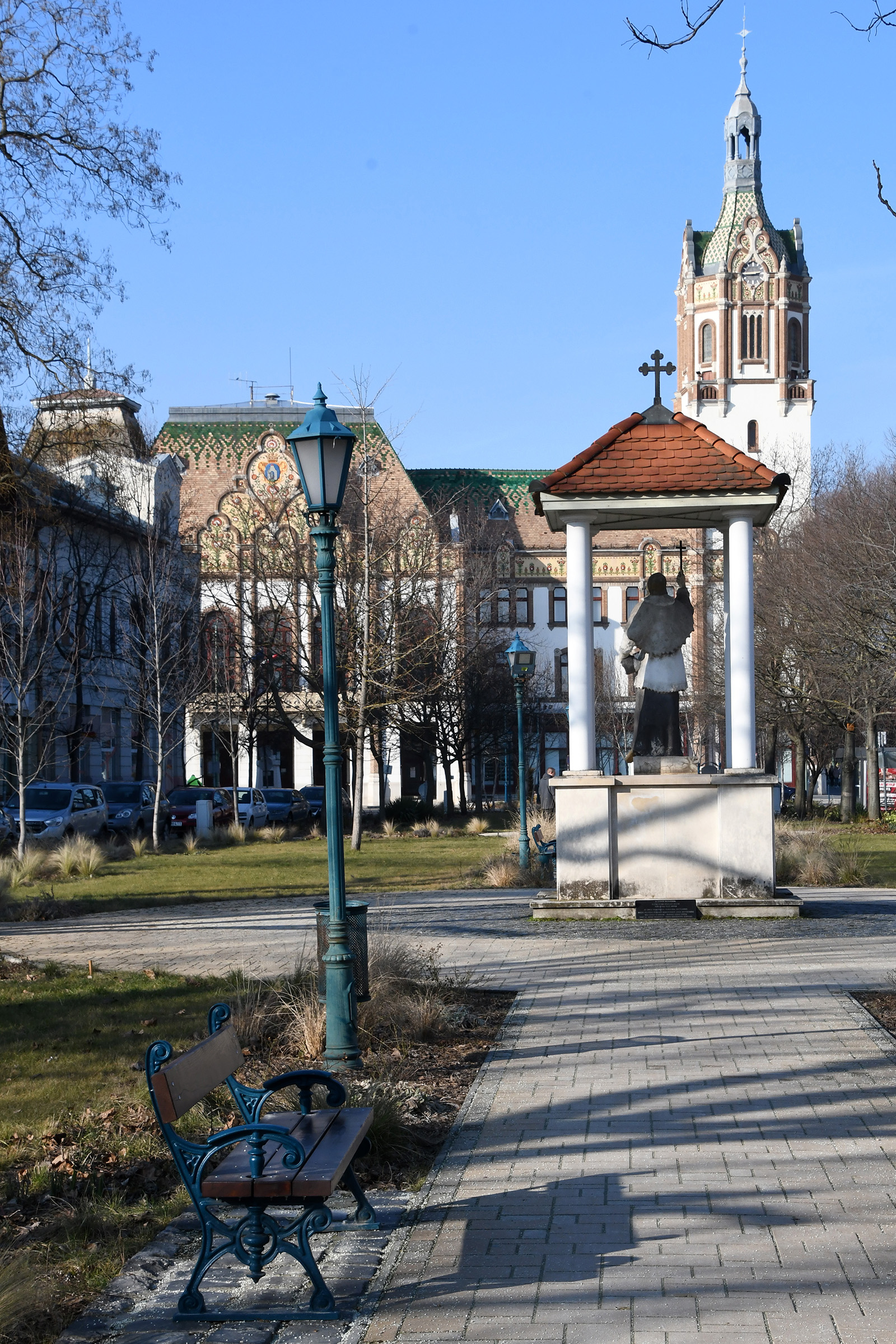
Szent János térről
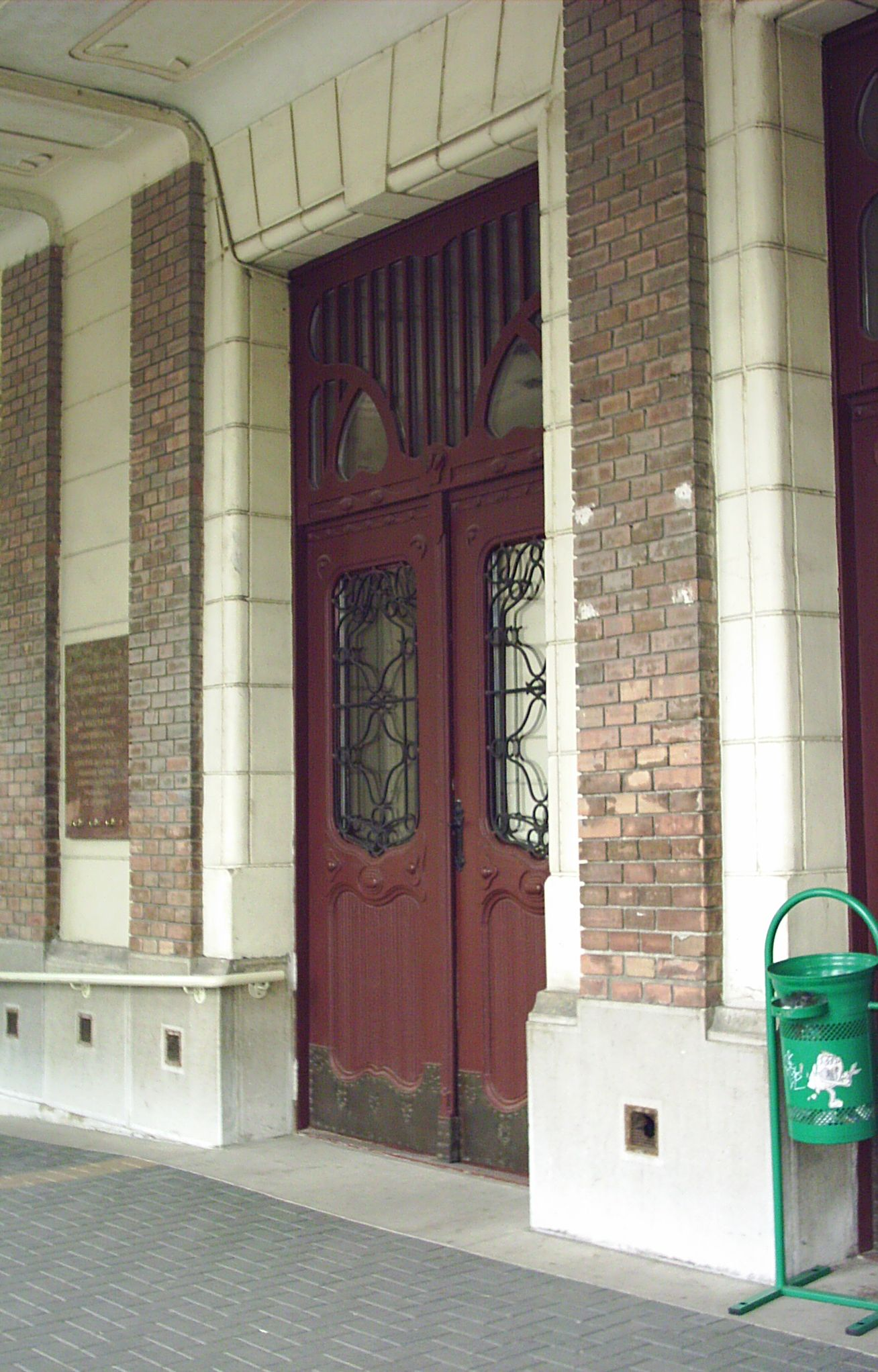
Főbejárat az utcáról
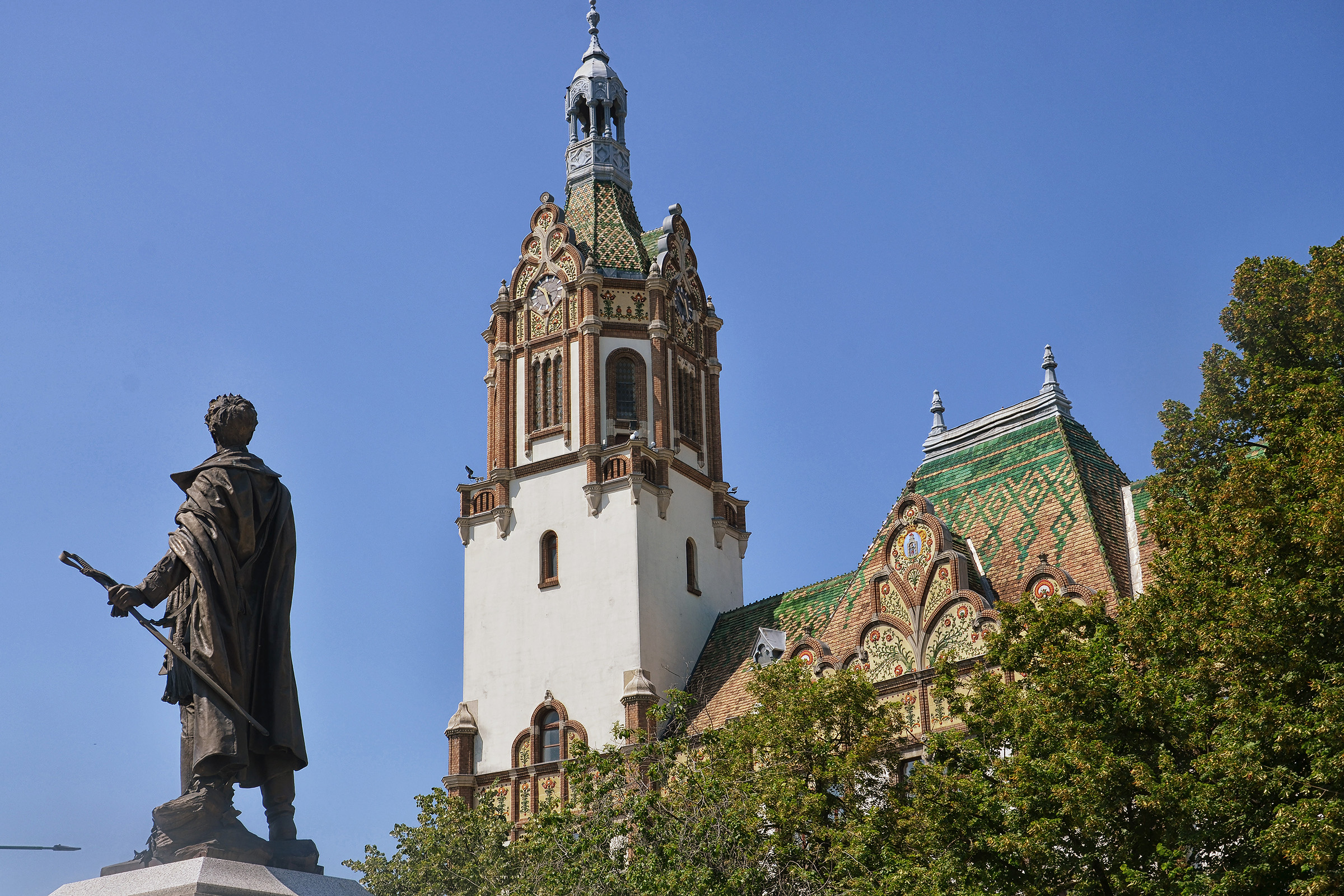
Petőfi térről